# Scriba

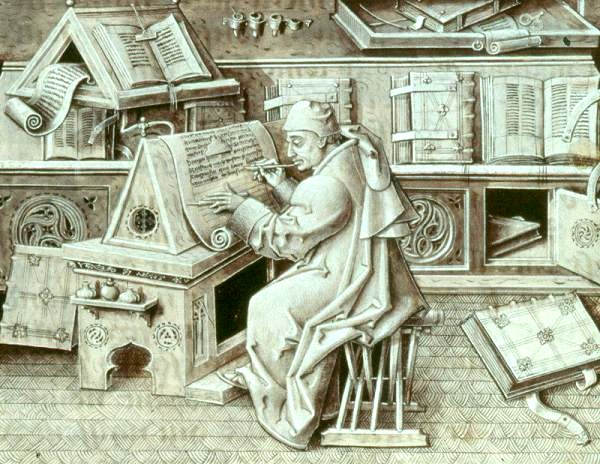
Scrivano medioevale

Lo scriba è la persona che, in culture ed epoche diverse, si occupava di scrivere, tenere la contabilità e altre attività legate al mondo della scrittura e dei libri. Gli esempi più famosi sono quelli degli scribi mesopotamici, egiziani ed ebraici.
Essi appartenevano ad una casta potente, ammirata e ben retribuita che si occupava dell'amministrazione del paese, formando una classe intellettuale. Come spesso accadeva nelle società antiche, il possesso della cultura equivaleva al potere e gli scribi erano un tramite tra due mondi differenti: quello dell'analfabetismo e quello della cultura.

## Lo scriba in Mesopotamia

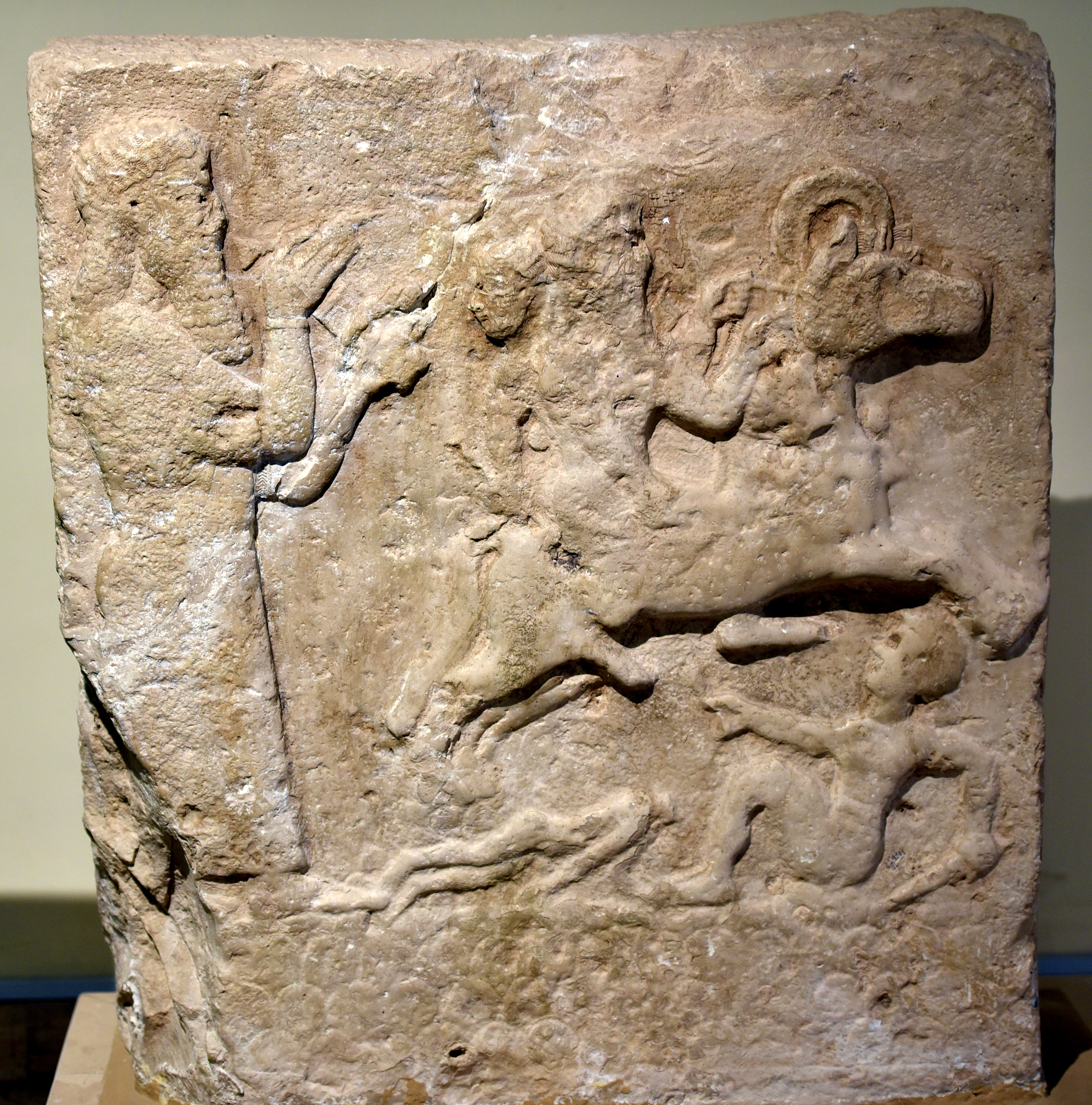
Frammento di bassorilievo assiro (IX-VII secolo a.C) Uno scriba munito di stilo e tavoletta d'argilla prende appunti mentre un cavaliere travolge i nemici.

Gli studiosi contemporanei hanno riscontrato solo minimi cambiamenti nei testi babilonesi copiati e ricopiati nell'arco di oltre mille anni. Gli scribi assumevano un ruolo di rilievo nella società delle antiche civiltà; erano infatti ricchi e potenti, erano addetti a svolgere compiti amministrativi e alla copiatura dei testi religiosi, inoltre i giovani scribi erano sollecitati secondo la tradizione alla copiatura dei testi antichi (Gilgamesh); tradussero in accadico molti poemi sumerici e compilarono dizionari bilingui. Si occupavano di scrivere, tenere la contabilità e organizzare i magazzini della città e di altri compiti legati al mondo della scrittura, nonché controllare le attività lavorative. Potevano, inoltre, specializzarsi in studi di religione per diventare medici o sacerdoti oppure potevano affrontare un tirocinio di quattro anni nel cui ambito venivano educati con la massima severità, ricorrendo a punizioni corporali.
Il tempo per formare uno scriba era molto lungo. Lo scriba, mantenendo il segreto della sua professione, tramandava le sue conoscenze di generazione in generazione. Esistevano scuole per gli scribi presso i templi o nei palazzi, nelle quali chi frequentava imparava, oltre alla scrittura, anche il calcolo matematico. La scrittura era strettamente legata al commercio, a sostegno dell'ampia rete di scambi che avvenivano nell'ambito della civiltà mesopotamica.
Per tenere la contabilità di palazzi e gestire l'amministrazione fu necessario elaborare un sistema di scrittura utilizzato dagli scribi: in un primo momento, come indicato, si usarono i pittogrammi; dopodiché la scrittura divenne sempre più stilizzata e nacque così la cuneiforme, un sistema di scrittura che si eseguiva con uno stilo, imprimendo sull'argilla particolari segni composti da brevi incisioni a forma piramidale e appuntita, che possono ricordare i cunei, da cui appunto la definizione di scrittura cuneiforme.

## Lo scriba nell'antico Egitto

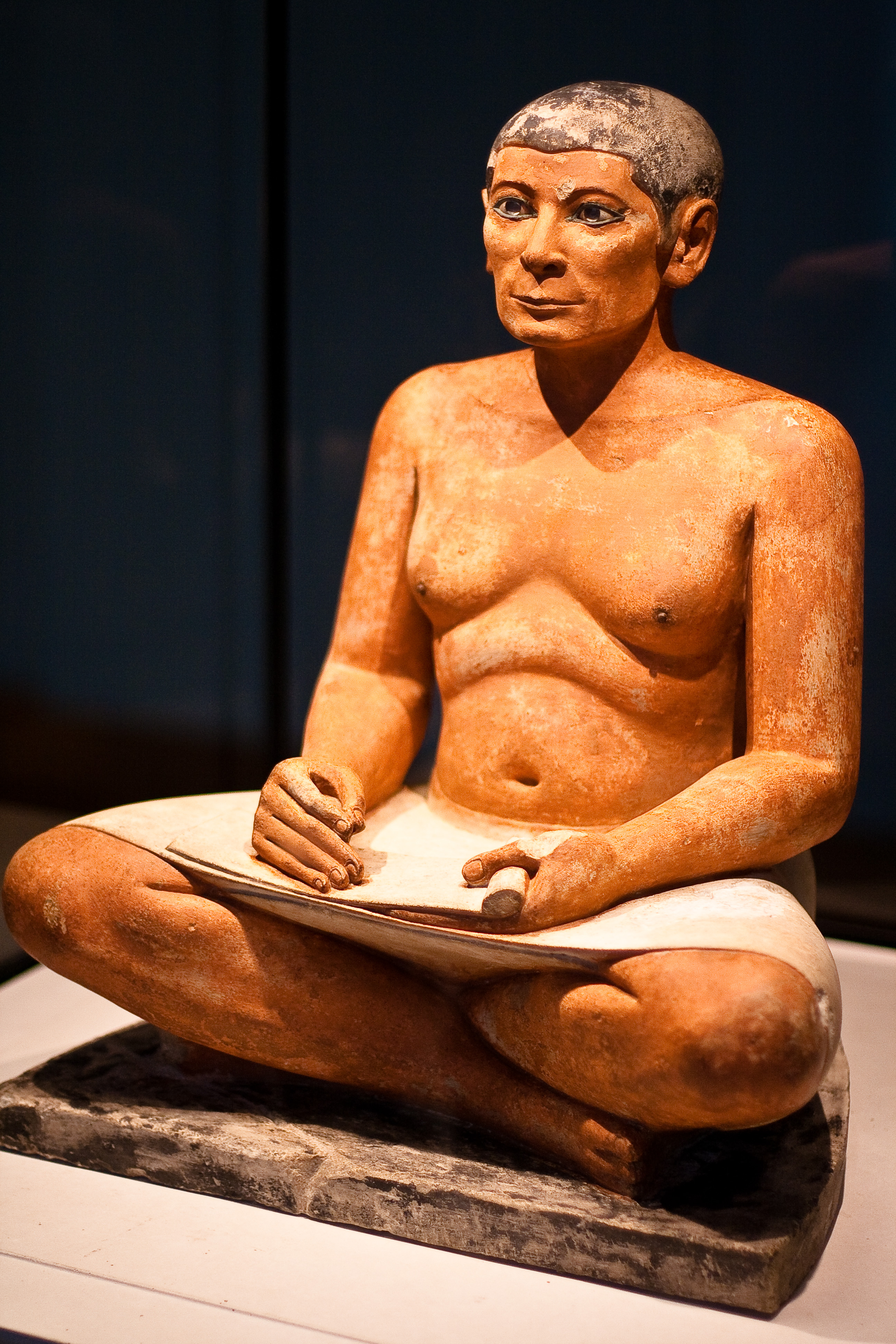
Lo Scriba rosso. Museo del Louvre, Parigi

Gli scribi, nell'antico Egitto, appartenevano a una casta molto potente, ammirata e ben retribuita che si occupava dell'amministrazione del paese. Nel Regno Antico essi venivano scelti tra le famiglie nobili, mentre nel Nuovo Regno questa professione fu estesa a tutti.
Il tempo per formare uno scriba era molto lungo: solo gli alunni più dotati, coloro che imparavano l'arte complicata del geroglifico monumentale, riuscivano ad arrivare a corte. Lo scriba, mantenendo il segreto della sua professione, tramandava le sue conoscenze di generazione in generazione. Agli scribi era assegnato come protettore Thot, il dio della scrittura e della saggezza, nonché mago e messaggero degli dei.
Gli scribi assunsero un ruolo di grande importanza, formando una classe intellettuale di alto calibro nella società egizia, poiché si occupavano dell'amministrazione della vita civile. Il loro reclutamento era essenziale per lo Stato egizio e veniva svolto da scuole specializzate dette "Case della Vita". Come spesso accadeva nelle società antiche, il possesso della cultura equivaleva al potere e gli scribi erano un tramite tra due mondi differenti: quello dell'analfabetismo e quello della cultura.
Gli scribi erano addetti a svolgere compiti amministrativi e alla copiatura dei testi religiosi. Affrontavano un tirocinio nei templi di quattro anni, durante i quali venivano addestrati con la massima severità, ricorrendo, talvolta, a punizioni corporali. Lo scriba poteva, inoltre, specializzarsi in studi religiosi per diventare sacerdote, oppure per la via della medicina. Il più delle volte gli scribi finivano per compiere studi di aritmetica, di geometria e di amministrazione, per diventare funzionari del Faraone o amministratori di un gran signore o di un ricco tempio.
Riguardo alle operazioni contabili, gli scribi adoperavano una scrittura denominata "ieratica", più semplice e scorrevole dei pittogrammi, che venivano invece utilizzati per i testi sacri e le decorazioni monumentali.
Per scrivere, lo scriba, oltre ai papiri e al pennello, utilizzava anche altri strumenti, come una paletta, un pestello, un mortaio, colori come il rosso ocra contenuto in un doppio calamaio, un coltello e un rullo per papiro, e infine un cubito (un righello graduato).
Sono stati rappresentati nei bassorilievi e numerose sono le statue di scribi rinvenute nelle tombe dei funzionari. Queste statue sono facilmente riconoscibili per la posizione seduta con le gambe incrociate e con la testa inclinata in avanti come rappresentato nella statua detta "Scriba rosso".

## Lo scriba ebraico
Esperti di scrittura, tra i quali figuravano non pochi sacerdoti colti, gli scribi ebrei erano specializzati nella trascrizione dei testi sacri, sempre in lingua ebraica, ed erano quindi dotti conoscitori di regole e dottrine culturali ed etiche. Già nel VI secolo a.C., Geremia li segnalava come diretti concorrenti dei sacerdoti.
Lo scriba era colui che, nei primi tempi della sua affermazione come soggetto culturale, aveva innanzitutto il compito di custodire la Legge di Dio racchiusa nelle Scritture e, a partire dall'esilio, ebbe anche l'incarico di leggerla, tradurla e interpretarla per il popolo, in quanto "uomo del libro". La sua posizione si andò così consolidando, divenendo una professione ambita e stimata.
L'ascesa degli scribi nella società ebraica fu determinata, successivamente, dall'essere continuatori dei profeti, di cui si fecero ideali eredi.
Fu merito degli scribi aver fatto progredire la dottrina ebraica sulla vita futura, rivisitando il pensiero arcaico anche grazie al confronto con le analoghe tematiche del contesto culturale ellenistico, di cui erano a conoscenza.

### Scritti apocrifi
Ad alcuni scribi si deve anche la vasta produzione di letteratura apocrifa, imbevuta di speculazioni escatologiche e di un messianismo politico di riscatto nazionale, antiromano.

## Grecia e Roma
Nell'antica Grecia e nell'antica Roma vi erano impiegati pubblici che svolgevano funzioni amministrative basate sulla scrittura, ma essi non formavano una classe esclusiva e privilegiata come gli scribi egizi e mesopotamici e non avevano lo stesso elevato rango sociale. Una delle ragioni è che Grecia e Roma avevano scritture alfabetiche, quindi più facili da apprendere e utilizzare, e meno soggette a divenire patrimonio di un'élite chiusa.
Nella Grecia classica, l'adozione e la diffusione di una scrittura alfabetica furono stimolate dallo sviluppo del commercio marittimo e delle attività politiche e amministrative. Nell'Atene democratica i cittadini partecipavano attivamente alla politica, potevano concorrere alle decisioni politiche e ricoprire cariche pubbliche, e questo rese necessario un uso più ampio della scrittura, non ristretto a un'élite appositamente istruita. Vi erano anche impiegati che svolgevano funzioni di segretario (γραμματεύς) al servizio degli organi politici, dei magistrati e dei tribunali.
Nell'antica Roma gli scribi (scribae) erano i segretari dei magistrati e dei funzionari. Erano generalmente uomini liberi, ed erano organizzati in corporazioni. Non erano semplici scrivani, ma svolgevano funzioni amministrative come la stesura e la conservazione di documenti pubblici, registri, contabilità.